# Mark VII Limited

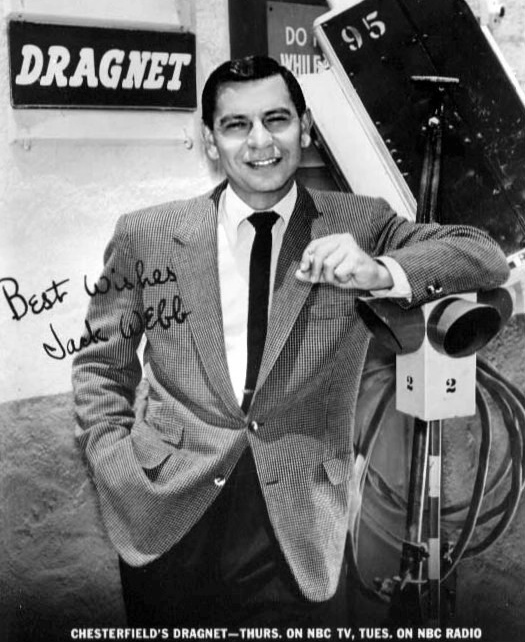
Imagen promocional de Jack Webb de la serie "Dragnet"

Mark VII Limited fue la productora del actor y cineasta estadounidense Jack Webb, que estuvo activa desde 1951 hasta su muerte en 1982. Muchas de sus series fueron producidas en asociación con Universal Television, y la mayoría de ellas se transmitieron en la cadena de televisión NBC en los EE. UU. Coincidentemente, NBC y Universal son hoy parte de la misma compañía, NBCUniversal.
Todos los derechos de la biblioteca de la compañía pertenecen al patrimonio de Jack Webb, con la excepción de la versión cinematográfica original de 1954 de Dragnet (originalmente lanzada por Warner Bros., pero ahora propiedad de Universal Pictures), y las películas Pete Kelly's Blues  y The D.I. (que son controlados por el distribuidor original Warner Bros.).
Sin embargo, las tres series seminales de Webb, "Dragnet" (que interpretó de 1967-1970), "Emergency!" y "Adam-12", ahora están disponibles en DVD de Universal o Shout! Factory, las dos primeras bajo licencia del patrimonio de Webb, este último interno desde que a Universal se le reasignaron los derechos de autor de la serie Adam-12. Las cadenas de televisión MeTV y Cozi TV también transmiten episodios de los programas de la productora Mark VII Limited.

## Programas producidos por Mark VII
Todas las series se emitieron en la NBC, excepto cuando se indica lo contrario.
- Dragnet, 1951-1959
- El Arca de Noé, 1956-1957
- The D.A.'s Man, 1959
- Pete Kelly's Blues, 1959
- GE True, 1962–1963 (CBS)
- Temple Houston, 1963–1964
- Dragnet, 1967-1970
- Adam-12, 1968-1975
- The D.A., 1971–1972
- O'Hara, U.S. Treasury, 1971 y 1972 (CBS)
- Emergency!, 1972–1977
- Hec Ramsey, 1972-1974
- Escape, 1973
- Chase, 1973–1974
- Sierra, 1974
- Mobile One, 1975 (ABC)
- Little Mo, película para televisión de 1978
- Project U.F.O., 1978 y 1979
- Sam, 1978 (CBS)

La producción final de Mark VII fue "The 25th Man", un episodio piloto sin vender que se emitió en la NBC en 1982.

## Logotipo de la Productora
La compañía Mark VII Limited era conocida por su famoso logo, que aparecía al final de sus producciones. El logotipo, en uso de una forma u otra durante gran parte de la existencia de la empresa, mostraba las manos del capataz de construcción de Jack Webb, Harold C. Nyby, estampando un sello contra una lámina de metal. Mientras se reproducía un redoble de timbal, daba dos golpes en el sello con un martillo y luego retiraba ambas herramientas para revelar el número romano VII inscrito en la chapa.
El origen del nombre "Mark VII" no está claro. Una fuente informa de que el nombre no significaba nada, y que un día lo inventaron mientras tomaban café. Otra fuente dice que a Webb simplemente le gustó el aspecto del número romano "VII".
Es uno de los logotipos más reconocibles de su época y se ha vuelto icónico, con muchos casos de cineastas y productoras que le rinden homenaje de distintas maneras, sobre todo Williams Street Productions de la programación Adult Swim/Cartoon Network, cuyo logotipo utiliza el mismo redoble de tambores/tintineo de martillos que acompañaba al logotipo de Mark VII en 1967. También fue recordado al final de un episodio del Pájaro Loco de 1954 Under The Counter Spy. En esta parodia, el hombre se golpea accidentalmente el pulgar con el martillo y grita "¡Ay!", y luego se retira el martillo para revelar el rótulo de "Final". La voz del hombre pertenecía al actor de doblaje Daws Butler. El corto Blunder Boys de Three Stooges de 1955 no solo fue una parodia de Dragnet, sino que terminó con Larry con el sello "VII 1/2 The End" en la frente. Gunther-Wahl Productions usó una escena similar al final de sus dibujos animados.
El logotipo se rehízo varias veces durante la historia de la empresa. Se sabe que los primeros logotipos presentaban las manos de Jack Webb, pero los logotipos posteriores presentaban las de Ivan Martin, director de operaciones de estudio de la 20th Century Fox en el momento de su jubilación, pero trabajó en el departamento de efectos visuales del estudio durante la producción de los logotipos.
El cineasta Spike Lee también rindió homenaje a esta famosa imagen en el logotipo de su propia productora 40 Acres & A Mule Filmworks. Además, el sonido del martillo golpeando el sello se usó en la introducción de la música de entrada del luchador profesional Greg Valentine en los espectáculos de lucha libre de la WWE.